# Lonsheim
Lonsheim ist eine Ortsgemeinde im Landkreis Alzey-Worms in Rheinland-Pfalz. Sie gehört der Verbandsgemeinde Alzey-Land an.

## Geographie

### Geographische Lage
Die kleine ländliche Wohngemeinde mit Landwirtschaft und Weinbau liegt in einem Talkessel am Fuße der bewaldeten Hemm und ist von Weinbergen umgeben (Rheinhessische Schweiz).

### Nachbarorte
| Armsheim |                                             | Ensheim                  |
| Bornheim | Kompassrose, die auf Nachbargemeinden zeigt | Bermersheim vor der Höhe |
|          | Heimersheim                                 |                          |

## Geschichte

### Mittelalter
Die älteste erhaltene Erwähnung von Lonsheim stammt aus dem 8. Jahrhundert im Zusammenhang mit Schenkungen an die Klöster Lorsch und Fulda. Es lag im Wormsgau und wurde früher Laonisheim (Ersterwähnung 775), Lonesheim (857) und Lohengesheim (1234) geschrieben, wobei letztgenannter Beleg eventuell den Ort Langenlonsheim im Landkreis Bad Kreuznach bezeichnet. Lonsheim gehörte zum Herrschaftsbereich der Wildgrafen. Im 12. Jahrhundert hatte Werner II. von Bolanden (1128) in der Gemarkung Güter. Bei der wildgräflichen Teilung im Jahre 1283 kam Lonsheim an die Linie der Wildgrafen von Kyrburg. Von ihnen trug eine in Lonsheim ansässige Familie, die Ritter von Lonsheim, die Grundherrschaft des halben Ortes und des Lonsheimer Gerichtes zu Lehen und errichtete im Ort eine Burg. Der Ort blieb wildgräflich-kyrburgisch, bis er 1398 dem Bock von Lonsheim und danach anderen Geschlechtern (zu Albig und Heppenheim) zu Lehen gegeben wurde und 1679 zur Kurpfalz kam.

### Neuzeit
Nach der Einnahme des linken Rheinufers durch französische Revolutionstruppen wurde die Region 1793 von Frankreich annektiert. Verzögert durch die Koalitionskriege wurde die Annexion erst nach 1797 konsolidiert und Lonsheim gehörte von 1798 bis 1814 zum Kanton Alzey im Departement Donnersberg. Gerichtlich war im Bereich des Kantons für die Zivilgerichtsbarkeit das Friedensgericht Alzey zuständig, für die Angelegenheiten der freiwilligen Gerichtsbarkeit im übrigen Notariate.
Aufgrund 1815 auf dem Wiener Kongress getroffener Vereinbarungen und eines 1816 zwischen dem Großherzogtum Hessen (Hessen-Darmstadt), Österreich und Preußen geschlossenen Staatsvertrags kam Rheinhessen, und damit auch die Gemeinde Lonsheim, zum Großherzogtum Hessen, das das neu erworbene Gebiet als Provinz Rheinhessen organisierte. Nach der Auflösung der Kantone in der Provinz kam der Ort 1835 zum neu errichteten Kreis Alzey, zu dem er bis 1969 gehörte.
Das Friedensgericht Alzey wurde 1879 aufgelöst und durch das Amtsgericht Alzey ersetzt.
Nach dem Zweiten Weltkrieg gehörte die Gemeinde zur französischen Besatzungszone und wurde 1946 Teil des neu gebildeten Landes Rheinland-Pfalz.

## Politik

### Gemeinderat
Der Gemeinderat in Lonsheim besteht aus zwölf Ratsmitgliedern, die bei der Kommunalwahl am 9. Juni 2024 in einer Mehrheitswahl gewählt wurden, und dem ehrenamtlichen Ortsbürgermeister als Vorsitzendem.

### Bürgermeister
Ortsbürgermeister ist Harald Denne. Bei der Direktwahl am 26. Mai 2019 wurde er mit einem Stimmenanteil von 90,75 % und am 9. Juni 2024 als einziger Bewerber mit 92,1 % für jeweils fünf Jahre in seinem Amt bestätigt.

### Wappen
| Wappen von Lonsheim | Blasonierung: „Geteilt von Gold und Rot; oben ein wachsender silberbewehrter und -gezungter roter Löwe, unten ein goldenes Tatzenkreuz.“ |
| Wappen von Lonsheim | |

## Kultur und Sehenswürdigkeiten

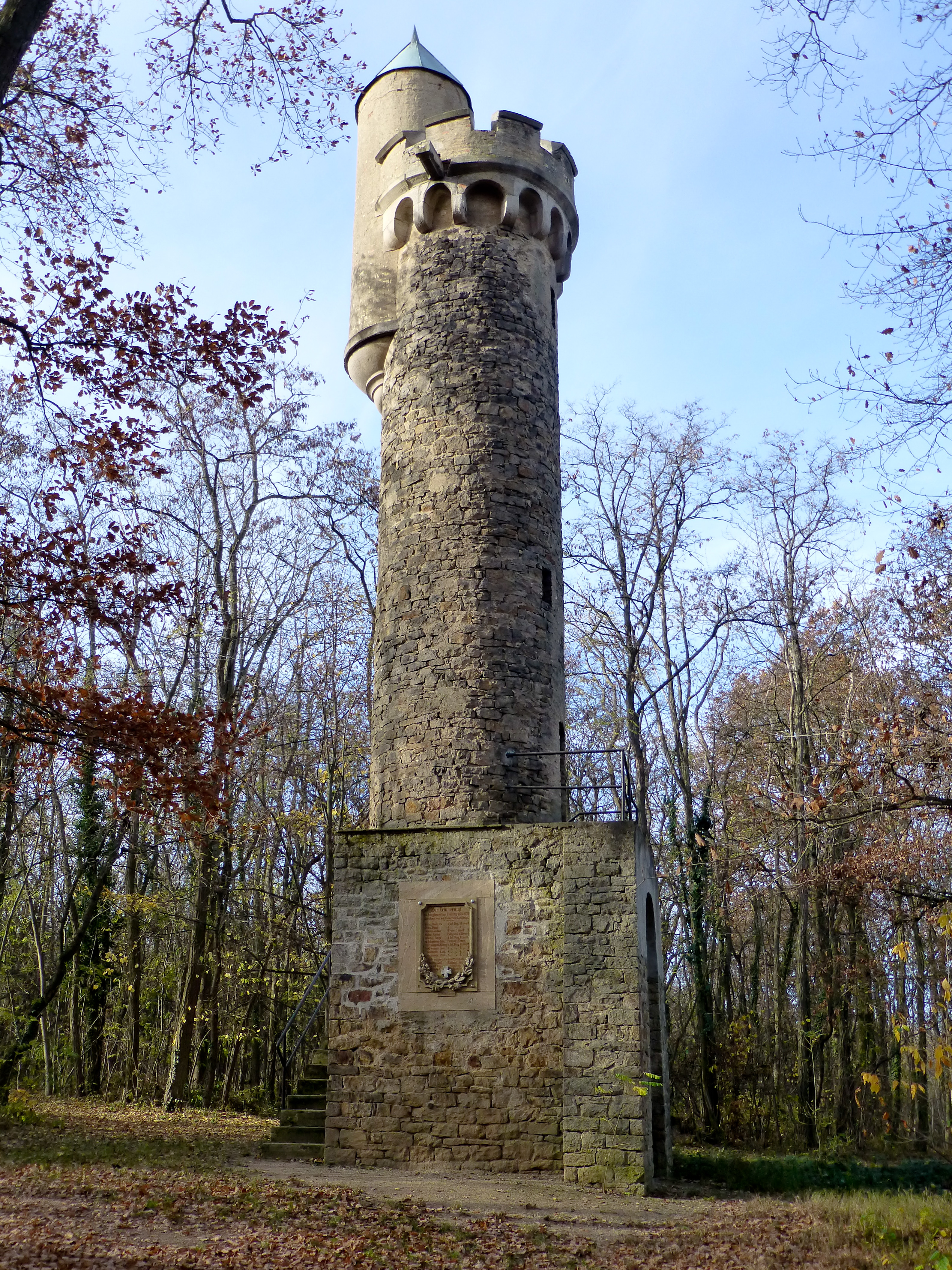
Aussichtsturm „Auf der Hemm“

### Bauwerke
Südlich von Lonsheim steht als weithin sichtbares Wahrzeichen der Aussichtsturm „Auf der Hemm“, der in Erinnerung an den Deutsch-Französischen Krieg 1870/71 im Jahr 1904 eingeweiht wurde und von dessen Aussichtsplattform sich ein sehr guter Blick über Lonsheim und die Landschaft von Rheinhessen bis zum Taunus sowie im Südsüdwesten zum Donnersberg bietet.
Siehe auch: Liste der Kulturdenkmäler in Lonsheim

### Sport
1888 wurde der TV Lonsheim e. V. gegründet. Mitte der 1980er Jahre kam zur Turnabteilung eine Fußballabteilung hinzu, die ursprünglich unter dem Namen FC Aussichtsturm Lonsheim spielte, sich aber schon nach einem Jahr TV Lonsheim nannte. In den 1990er Jahren stieg die Fußballmannschaft in die Verbandsliga auf und spielt seitdem gegen Gegner wie z. B. Waldalgesheim und Ingelheim.

## Wirtschaft und Infrastruktur
Die Gemeinde ist hauptsächlich vom Weinbau und der Landwirtschaft geprägt. Die Weinlagen gehören im Weinanbaugebiet Rheinhessen zum Bereich Bingen in der Großlage Adelberg Die Einzellagen sind im Norden und Osten der Mandelberg und im Südwesten der Schönberg.

## In Lonsheim geboren
- Wolfgang Trautwein (* 1961), Sportschütze